# Francesc I de Saxònia-Coburg-Saalfeld
Francesc I de Saxònia-Coburg-Saalfeld - Franz von Sachsen-Coburg-Saalfeld (alemany) - (Coburg, 15 de juliol de 1750 - Coburg, 9 de desembre de 1806) era fill del duc Ernest Frederic de Saxònia-Coburg-Saalfeld i de Sofia Antònia de Brunsvic-Wolfenbüttel. Hereu del ducat de Saxònia-Coburg-Saalfeld, del qual en fou príncep sobirà entre el 1800 i el 1806, va ser també un destacat mecenes que va reunir un important patrimoni artístic.
El 6 de març de 1776, es va casar a Hildburghausen amb la princesa Sofia de Saxònia-Hildburghausen, filla del duc Ernest Frederic III de Saxònia-Hildburghausen (1727-1780) i d'Ernestina de Saxònia-Weimar-Eisenach (1740-1786). Però Sofía va morir el 28 d'octubre del mateix any, en tornar del viatge de nuvis.
Es va pactar un segon casament amb la comtessa Augusta de Reuss-Ebersdorf, filla del comte Enric XXIV de Reuss-Ebersdorf. La cerimònia es va fer a Ebersdorf el 13 de juny de 1777. El matrimoni va tenir deu fills: 
- Sofía, comtessa de Mensdorff-Pouilly (19 d'agost de 1778 - 8 de juliol de 1835), casada el 1804 amb el comte Manel de Mensdorff-Pouilly.
- Antonieta, duquessa de Württemberg (28 d'agost de 1779 - 14 de març de 1824), casada el 1798 amb el duc Alexandre de Wüttemberg.
- Juliana (Anna Feodorovna), Gran Duquessa de Rússia (23 de setembre de 1781 - 15 d'agost de 1860), casada el 1796 amb el Gran Duc Constantí Pavlovitx de Rússia, del qual es divorcià el 1820.
- Ernest, (2 de gener de 1784 - 29 de gener de 1844), casat el 1817 amb la princesa Lluïsa de Saxònia-Gotha-Altenburg.
- Ferran, príncep de Koháry (28 de març de 1785 - 27 d'agost de 1851), casat el 1815 amb la princesa hongaresa Maria Antònia Koháry de Csábrág.
- Victòria, duquessa de Kent (17 d'agost de 1786 - 16 de març de 1861, casada primer amb el príncep Emili Carles de Leiningen, i després amb el Príncep Eduard del Regne Unit, duc de Kent.
- Leopold, rei de Bèlgica (16 de desembre de 1790 - 10 de desembre de 1865), casat el 1832 amb la princesa Lluïsa d'Orleans.